# Likovna kolonija HKD Šid i CroArta
Likovna kolonija koju organizira Hrvatsko kulturno društvo Šid i  Likovne udruge CroArt iz Subotice je jedna od kulturnih manifestacija Hrvata u Vojvodini. Likovna kolonija održava se od 2013. godine. Prve dvije godine održavala se u župnom dvorištu u Šidu. 2015. održala se u Moroviću. Naslikana djela ostaju hrvatskoj udruzi iz Šida koja je organizator. Na likovnoj koloniji sudjelovali su članovi Likovne udruge CroArt iz Subotice i drugi:  Tomislav Marjanović, Sándor Kerekes, Katica Seleši, Kata Šetrov, Marta Ožvar, Kristijan Sakulić, Miodrag Mišo Boroš, Anto Nikolić, Ivan Grozdanovski, Dorotea Cvijanović, Sanja Prodanović, Nataša Miljanović, Miloš Ostojić, Božidar Stojković, Snežana Đorđević i dr.